# Shunya Ando
Shunya Ando (født 25. oktober 1991) er en japansk fodboldspiller.
Han har spillet for flere forskellige klubber i sin karriere, herunder Fujieda MYFC.